# Mesa de té (geomorfología)

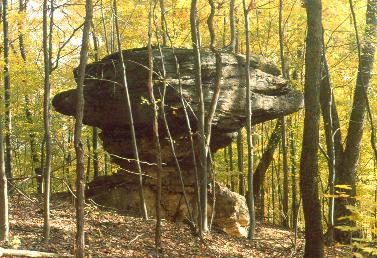
La mesa del té del diablo (Devils Tea Table), en el condado de Athens, Ohio

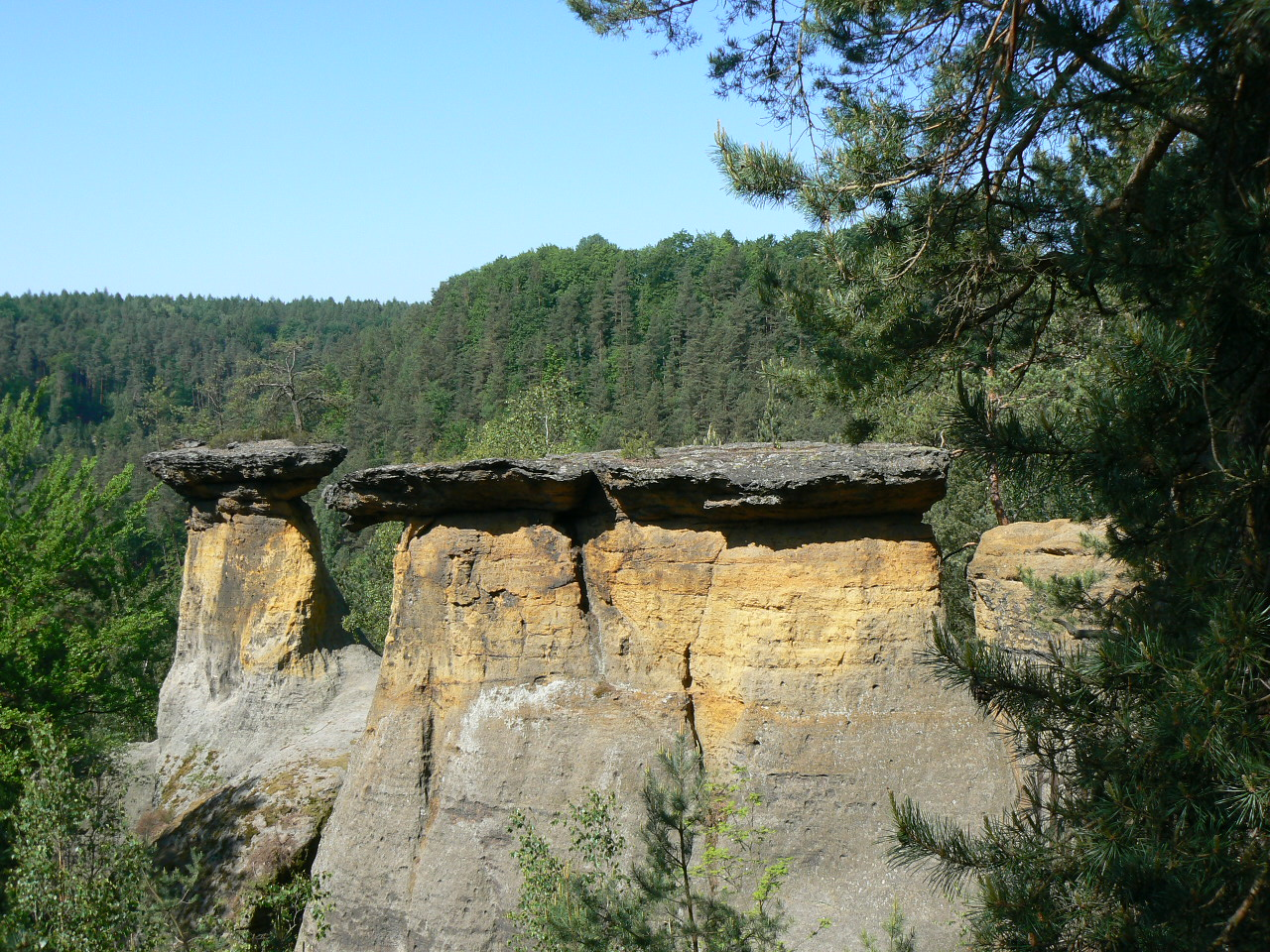
Mesas en el área protegida de Kokořínsko (Chequia)

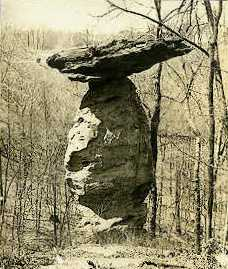
Jug Rock (roca jarra), en Shoals, Indiana

Una mesa de té (del inglés, Tea table), en geomorfología, es una formación rocosa que es un remanente de los estratos más recientes que han sido erosionados. Una mesa de té es un tipo de columna de roca que comprende capas discretas, por lo general de roca sedimentaria, coronadas con unas capas superiores más anchas que la base, debido a que tienen una mayor resistencia a la erosión y a la intemperie. A veces esto ocurre justo más allá de precipicios o acantilados, al final de una cresta; a veces son la única formación rocosa remanente en la cima de un promontorio, o en un terreno bastante llano.
Las mesas de té son una de las principales atracciones del Bosque Nacional Shawnee, en el sur de Illinois.